# Wincenty Kosiakiewicz
Wincenty Kosiakiewicz, ps. „Gros”, „Varsoviensis”, „dr Voks”, „Albin Pawłowski”, „Adam Wierzynek”, „Wicek z Warszawy” (ur. 21 stycznia 1863 w Warszawie, zm. 16 listopada 1918, tamże) – polski pisarz, publicysta i tłumacz.

## Życiorys
Kosiakiewicz ukończył techniczną szkołę kolejową. Od 1878 był dozorcą podczas budowy tunelu Dęblin – Dąbrowa Górnicza. Następnie grał w teatrze objazdowym – debiutował w łódzkim teatrze letnim Fryderyka Sellina. Następnie publikował nowelki w „Gazecie Polskiej” oraz został objęty mecenatem Dionizego Henkiela, dzięki któremu w 1888 opublikował powieści Janek, opowiadania Nasz mały oraz tomy nowel Widmo, a w 1889 Druty Telegraficzne. W 1889 zrezygnował z pracy na kolei i zajął się publicystyką, prowadził działy i kroniki „Gazecie Polskiej”, „Bibliotece Warszawskiej” oraz współpracował „Kurierem Codziennym”, „Kurierem Warszawskim”, „Tygodnikiem Illustrowanym” i „Ateneum”.
W latach 1890–1893 podróżował po Europie, odwiedzając: Włochy, Grecję, Turcję, Anglię, Francję i Szwajcarię, uczestnicząc w jako słuchacz w wykładach na uniwersytecie w Zurychu oraz na Sorbonie. W latach 1895–1897 był korespondentem petersburskiego „Kraju” w Paryżu. W 1898 w Warszawie z Ludwikiem Straszewiczem założył „Kurier Polski”. Współpracował ze „Słowem” A. Donimirskiego i (od 1906) ze „Światem” Stefana Krzywoszewskiego oraz „Czasem”, „Gazetą Narodową” i „Gazetą Lwowską”. W 1905 został członkiem Stronnictwa Polityki Realnej. Był członkiem Instytutu Filozoficznego w Lowanium. Był pierwszym tłumaczem na język polski książek Williama Jamesa Czy warto żyć? (1901), W obronie wiary (1901), Probierz prawdy (1911) i Desiré-Josepha Merciera Historia psychologii nowożytnej (1900), Logika (1900), Kryteriologia, czyli traktat o pewności (1901). W 1895 opublikował powieść Bawełna, która obok Ziemi Obiecanej Władysława Reymonta była uznawana za jeden z pierwszych literackich opisów przemysłowej Łodzi.
Podczas I wojny dołączył do „młodych” w SPR, którzy pod kierownictwem Ludomira Grendyszyńskiego utworzyli Grupę Pracy Narodowej, działającej na rzecz budowania państwowości polskiej. W 1917 opublikował Historię Polski porozbiorowej na tle ruchu światowego. Fakty – daty – Sądy. 1795-1917 (1917) i Do duchowieństwa polskiego. Głos katolika (1917). W latach 1917–1918 był współzałożycielem i dyrektorem pierwszej w Polsce szkoły dziennikarskiej działającej przy Towarzystwie Kursów Naukowych. W 1918 został wiceprezesem Towarzystwa Literatów i Dziennikarzy Polskich, a w okresie od kwietnia do października 1918 był starszym referentem w ministerium ochrony pracy przy Radzie Regencyjnej Królestwa Polskiego w rządzie Jana Kantego Steczkowskiego.
Zmarł w wyniku zachorowania na grypę hiszpankę.

## Publikacje
Kosiakiewicz był autorem 17 powieści oraz kilkudziesięciu mniejszych form epickich, tomu wierszy i 10 dramatów, w tym m.in.:
- Janek (1888),
- Nasz mały (1888)[3],
- Widmo (1889)[2],
- Przy budowie kolei (1891),
- Bawełna (1895),
- Poezje (1901),
- Dzwonnik (1911)[2].
- Idea konserwatywna. Próba doktryny. Wydanie nieostateczne (tom I, 1913),
- Co demokracja dała Polsce? (tom II, 1913),
- Spór o terminy polityczne (tom III, 1914),
- Katolicyzm a konserwatyzm (tom IV, 1914)[3].